# Peroj
Peroj (en italien : Peroi) est une localité de Croatie située en Istrie, dans la municipalité de Vodnjan, dans le comitat d'Istrie. En 2001, la localité comptait 752 habitants.

## Démographie
| 1948 | 1953 | 1961 | 1971 | 1981 | 1991 | 2001 |
| ---- | ---- | ---- | ---- | ---- | ---- | ---- |
| 475  | 484  | 498  | 409  | 403  | 477  | 752  |